# Ana Carmen Macri
Ana Carmen Macri (15 de julho de 1916 - 4 de fevereiro de 2022) foi uma política argentina. Ela foi eleita para a Câmara dos Deputados em 1951 como uma das primeiras mulheres parlamentares na Argentina.

## Biografia

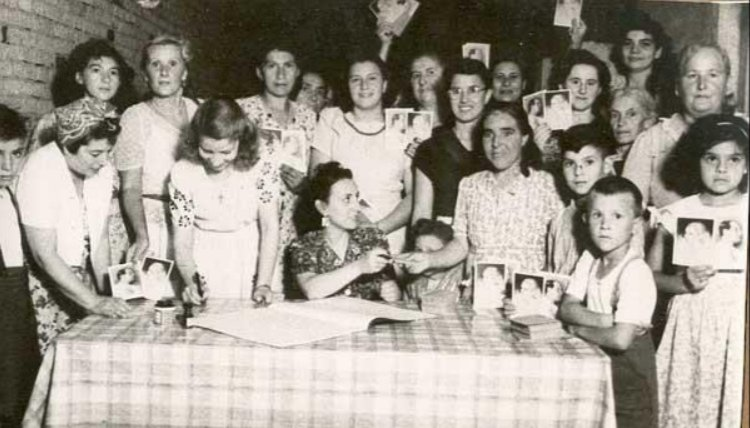
Macri (centro) em 1949

Macri nasceu em Buenos Aires a 15 de julho de 1916. Em 1938 começou a trabalhar no Hospital Rivadavia como secretária do departamento de radiologia.
Uma das fundadoras do Partido Peronista Feminino, nas eleições legislativas de 1951 foi candidata pelo Partido Peronista na Capital Federal e foi uma das 26 mulheres eleitas para a Câmara dos Deputados. Ela permaneceu no cargo até 1955, quando o seu mandato foi interrompido pela Revolução Libertadora. Ela foi posteriormente presa por traição e encarcerada na prisão de Olmos até 1958.
Macri completou 100 anos em julho de 2016 e morreu em 4 de fevereiro de 2022, aos 105 anos.